# Biserica de lemn din Ionășeni

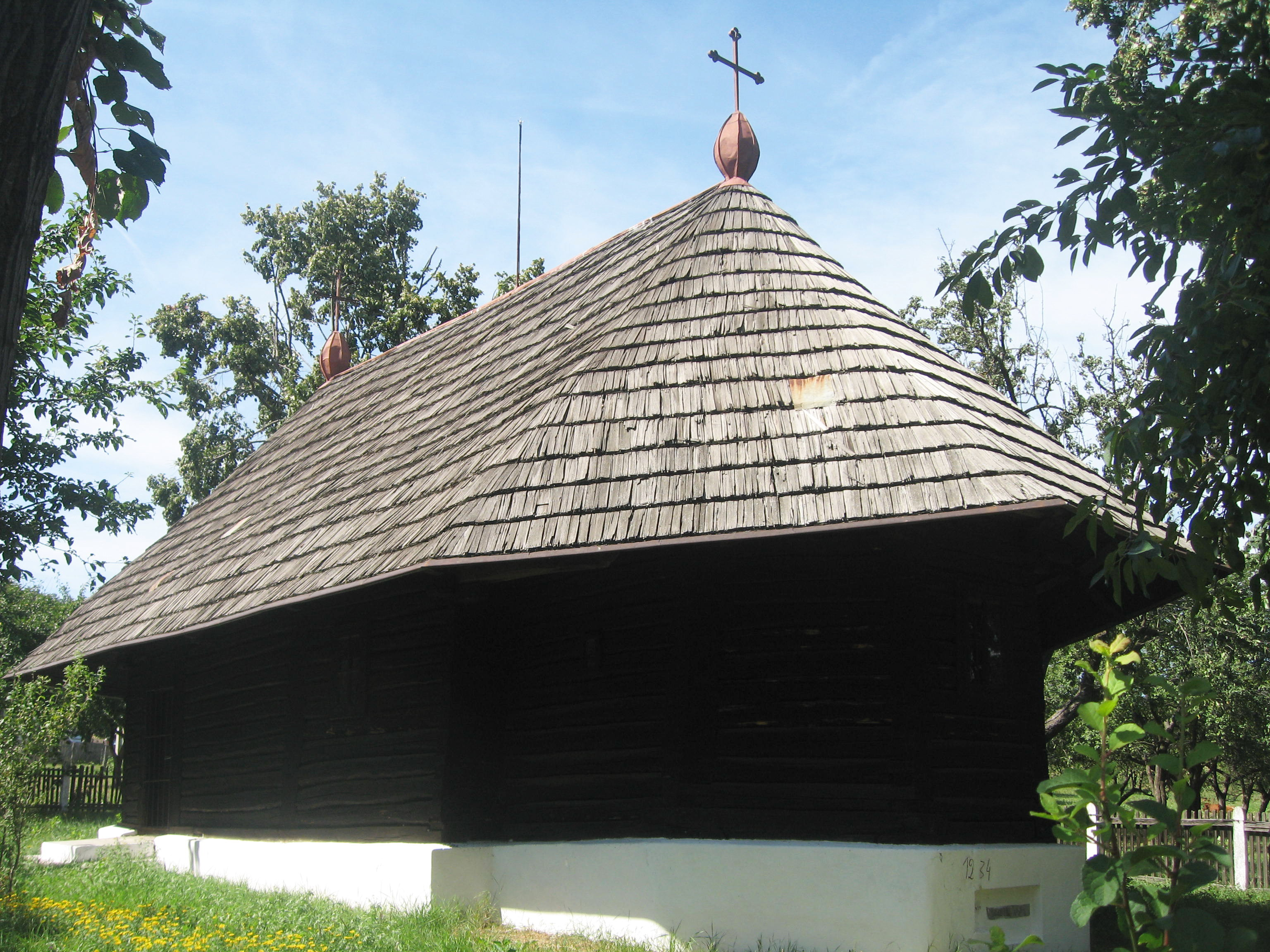
Biserica de lemn din Ionășeni văzută dinspre sud-est.

Biserica de lemn cu hramul Sfântul Dumitru din Ionășeni a fost construită în secolul al XVIII-lea. Ea se află într-o fostă livadă boierească din satul Ionășeni (comuna Trușești, județul Botoșani). 
Biserica de lemn "Sf. Dumitru" din Ionășeni a fost inclusă pe Lista monumentelor istorice din județul Botoșani din anul 2015 la numărul 443, având codul de clasificare  BT-II-m-B-01994, dar specificându-se eronat anul 1825 ca an al datării sale.  În sat se află în prezent trei biserici, cea prezentată aici fiind cea mai veche.

## Istoric
Satul Ionășeni se află situat într-o pădure ce se întinde pe mulți kilometri. Într-o veche livadă boierească se află o biserică de lemn, la care se ajunge de pe o uliță urcând o cărăruie cu pietre pe ambele părți.
Unii autori consideră că această biserică de lemn ar fi una dintre cele mai vechi biserici de lemn din România. În biserică se află o veche lespede de piatră cu o inscripție conținând anul 1234, ceea ce arată că aici a existat o biserică din vremuri străvechi. 
Conform actului comemorativ din biserica parohială, satul Ionășeni își trage numele de la vornicul Ionaș (Ionașcu) Balș, care nu se știe din ce motive a devenit călugăr. Pe la sfârșitul secolului al XVII-lea , potrivit tradiției, boierul Ionașcu Balș a înființat aici un schit și a construit actuala biserică de lemn într-o livadă.  Acest lăcaș de cult a servit de schit pentru călugări până în anul 1756, când noul proprietar al moșiei satului, marele paharnic Constantin Balș, a întemeiat Schitul Cozancea, unde au fost mutați călugării din Ionășeni. Deoarece în jurul schitului se stabiliseră vreo 70 de locuitori, bisericuța de lemn a fostului schit a rămas ca biserică parohială.
În anul 1776, boierul Constantin Balș a ctitorit în cimitirul satului Ionășeni o biserică cu hramul "Nașterea Maicii Domnului", care a devenit biserică parohială a localității. Bisericuța de lemn din livadă a rămas doar cu rolul de capelă pentru nevoile curții boierești, aici slujindu-se doar sporadic. Deoarece această biserică devenise neîncăpătoare pe măsură ce populația satului creștea, în anul 1925 s-a construit în centrul satului o nouă biserică cu hramul "Sf. Constantin și Elena", care a preluat rolul de biserică parohială, iar cea din cimitir a rămas doar pentru prohodirea morților.
În decursul timpului, au fost efectuate mai multe lucrări de reparații ale lăcașului de cult din lemn. Bisericuța de lemn a suferit o reparație capitală în primul sfert al secolului al XIX-lea realizată de către spătarul Vasile Balș (1762-1835?), după care a fost resfințită la 18 ianuarie 1827. 
Biserica de lemn din Ionășeni este înconjurata de un gard de lemn, având în partea de sud a curții patru morminte ale preoților care au slujit cândva în acest lăcaș de cult.

## Arhitectura bisericii
Biserica de lemn din Ionășeni este construită în întregime din bârne de stejar, pe temelie de piatră. Este acoperită cu draniță. Intrarea în lăcașul de cult se face pe o ușă situată pe peretele sudic al pronaosului.
Lăcașul de cult are formă dreptunghiulară, cu absida altarului pentagonală decroșată față de restul construcției. El este format din trei încăperi: pronaos, naos și altar.

## Imagini

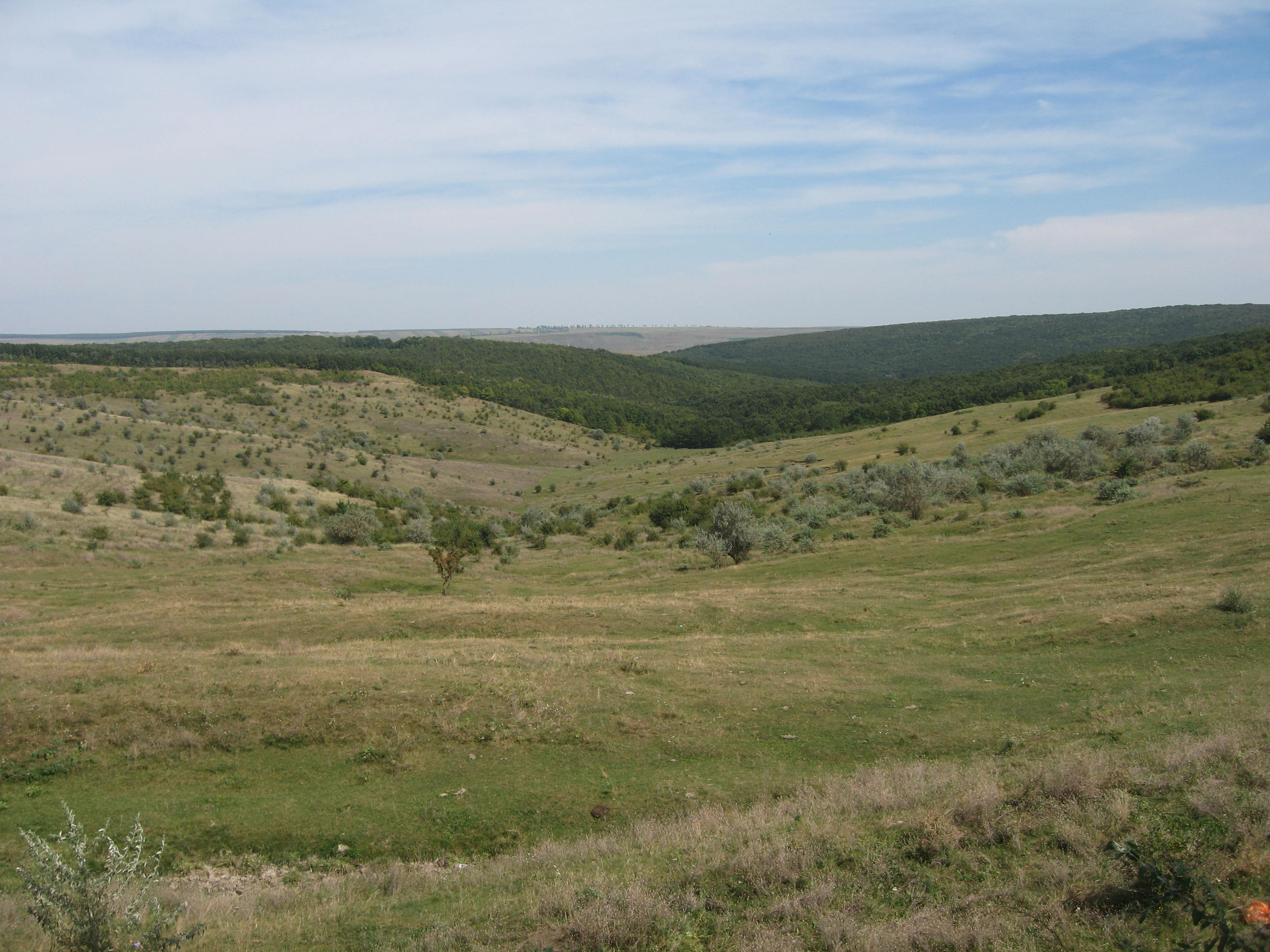
Pădurea Ionăşeni
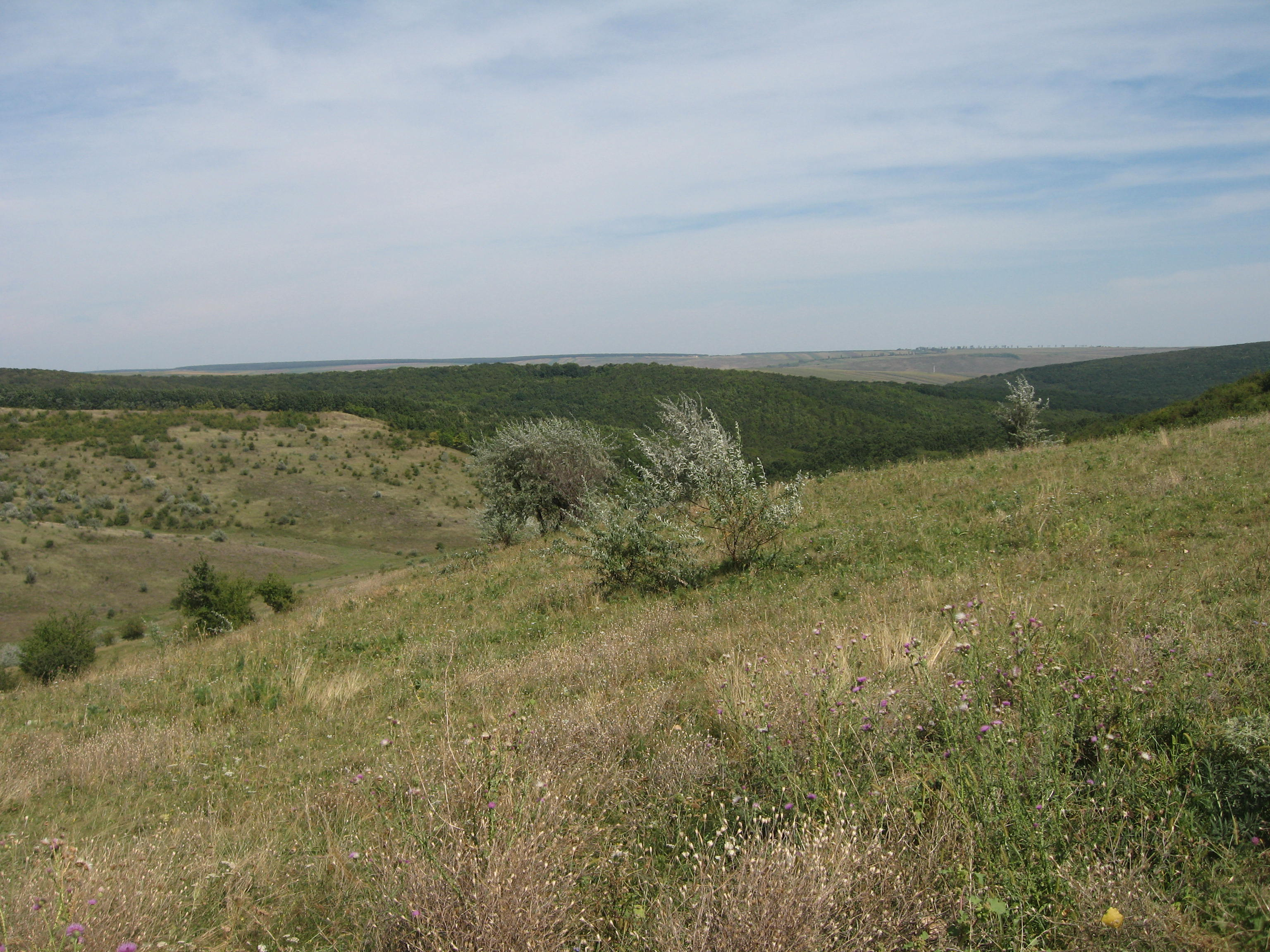
Pădurea Ionăşeni
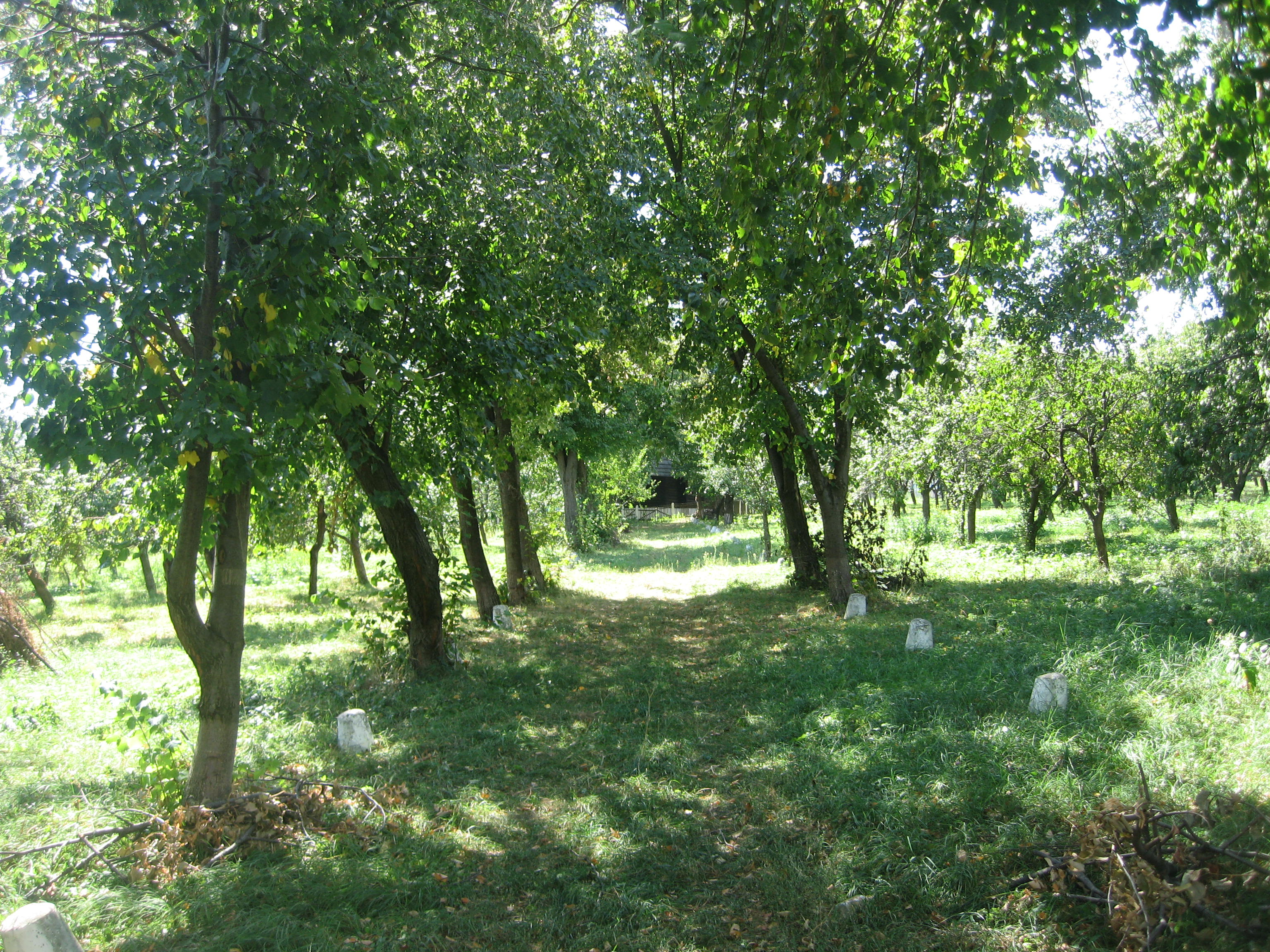
Drumul prin livadă spre biserica de lemn
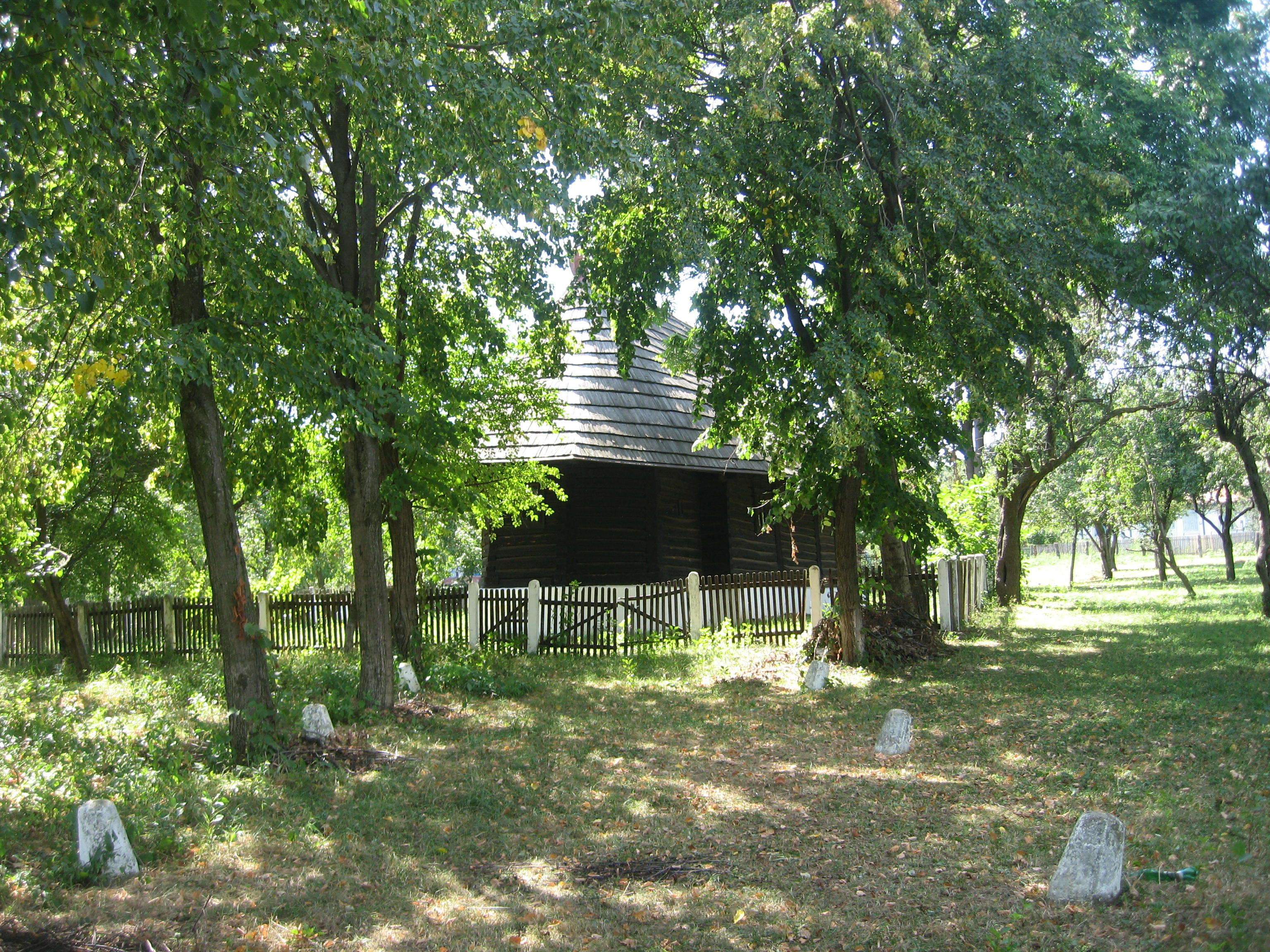
Biserica de lemn din Ionăşeni
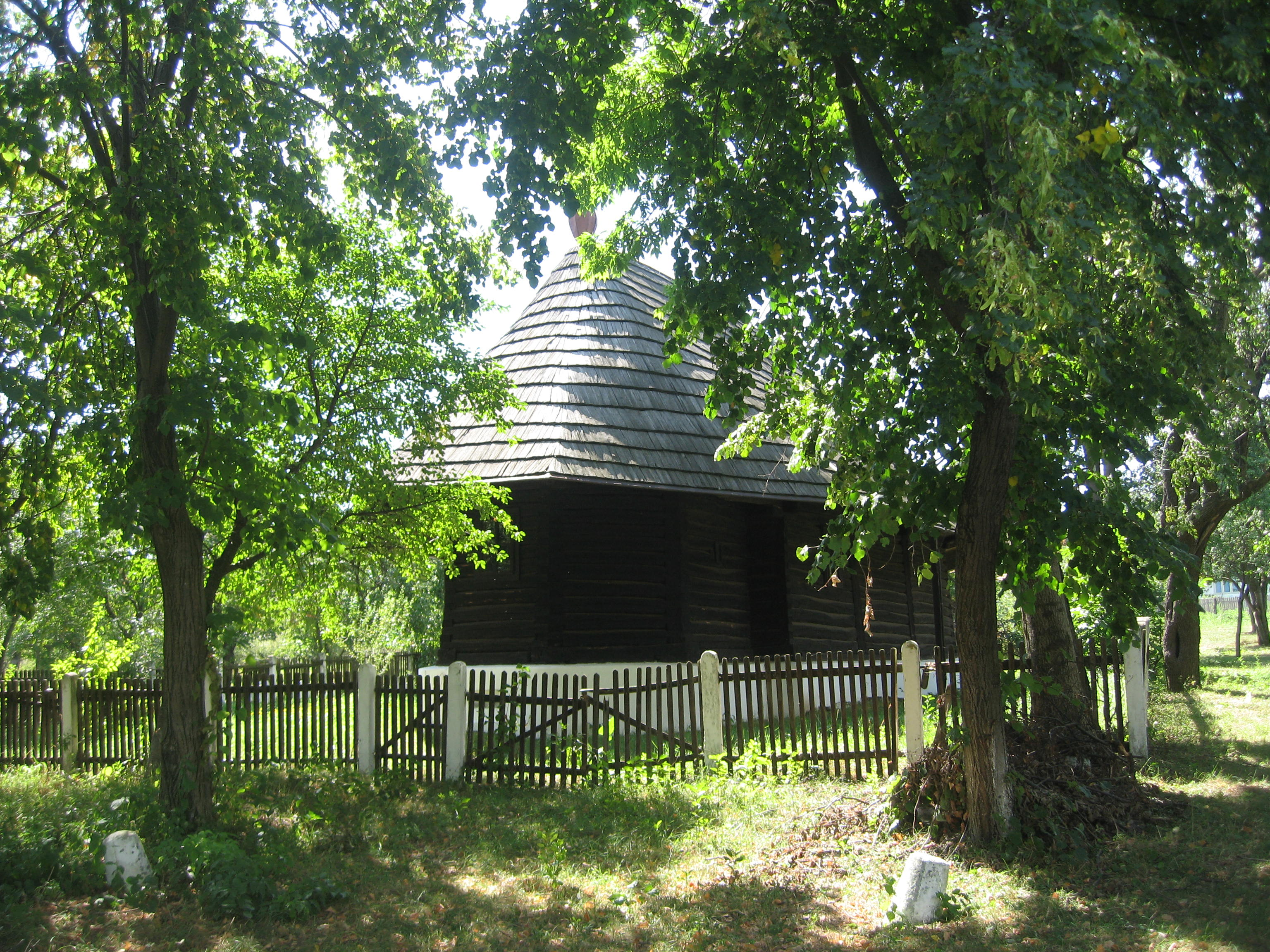
Biserica de lemn din Ionăşeni
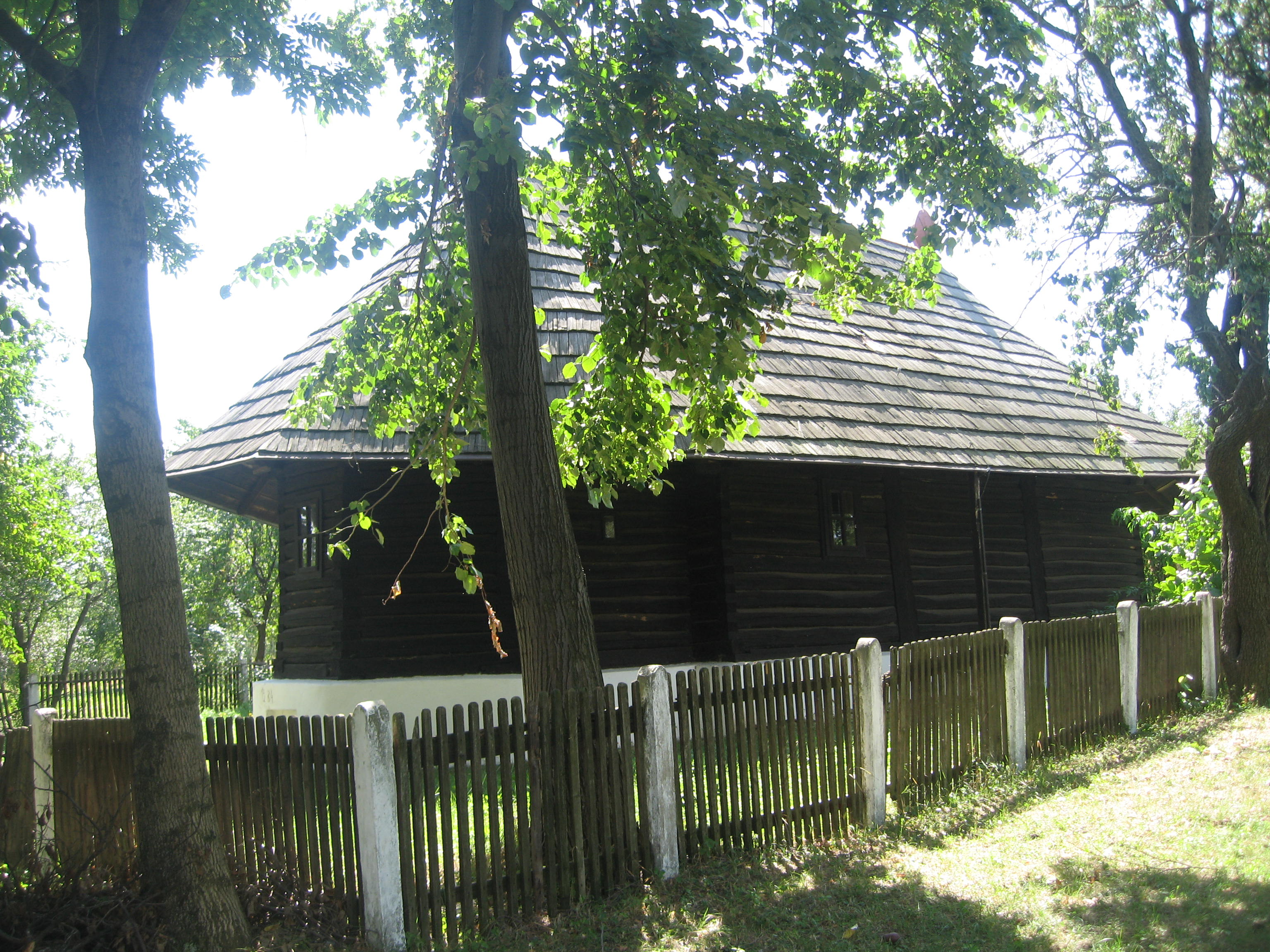
Biserica de lemn din Ionăşeni - nord-est
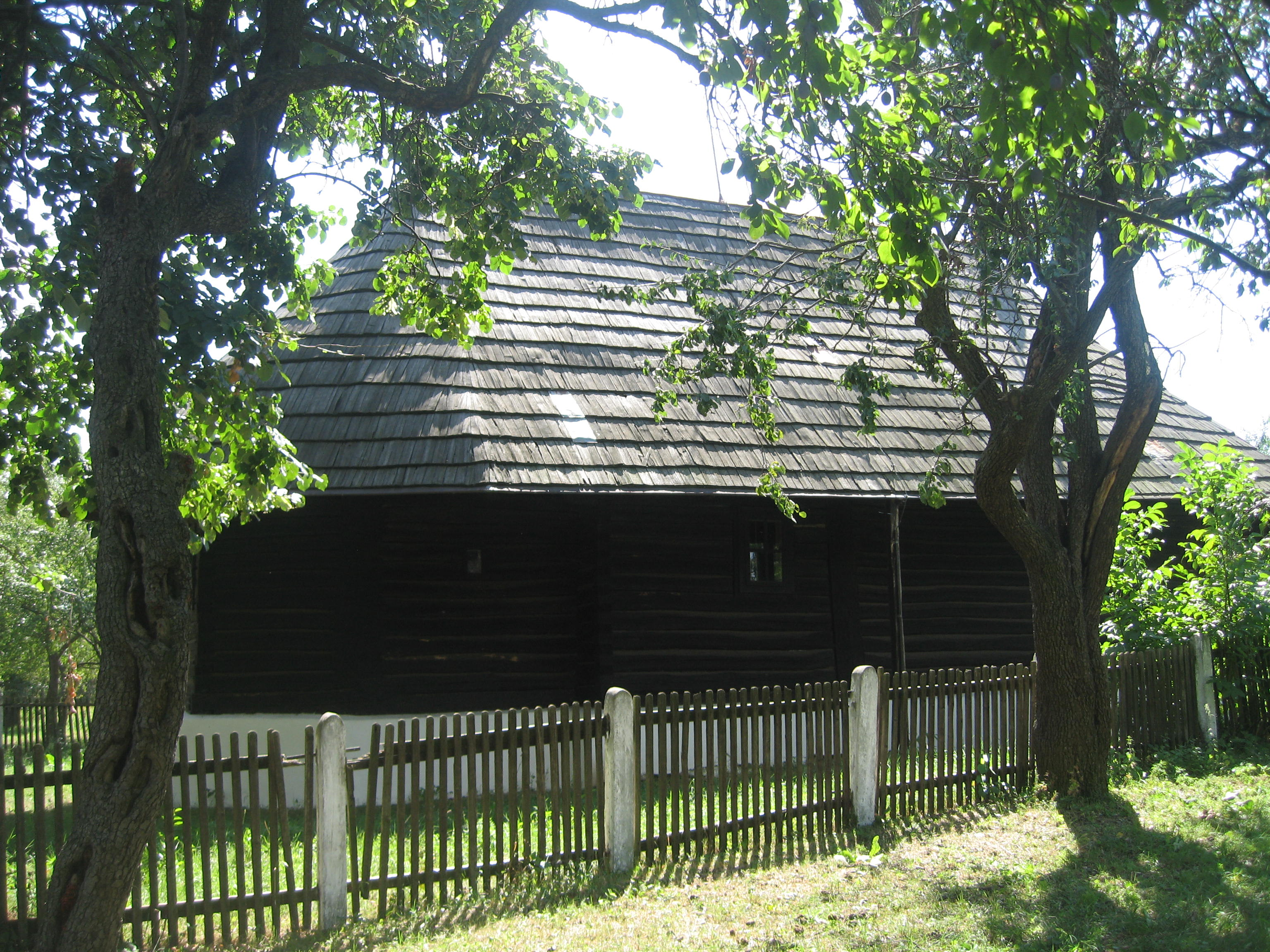
Biserica de lemn din Ionăşeni - nord-est
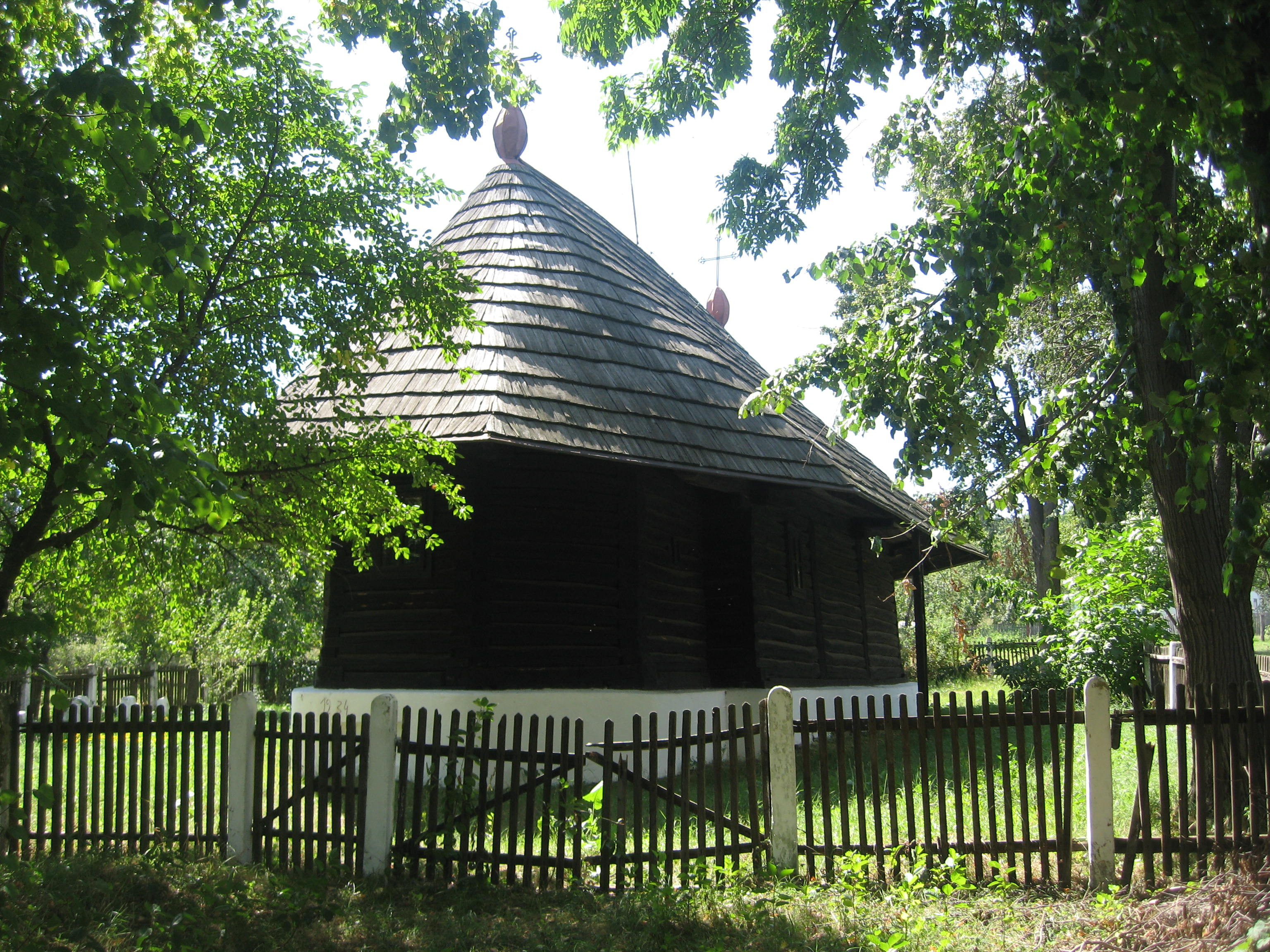
Vedere dinspre est
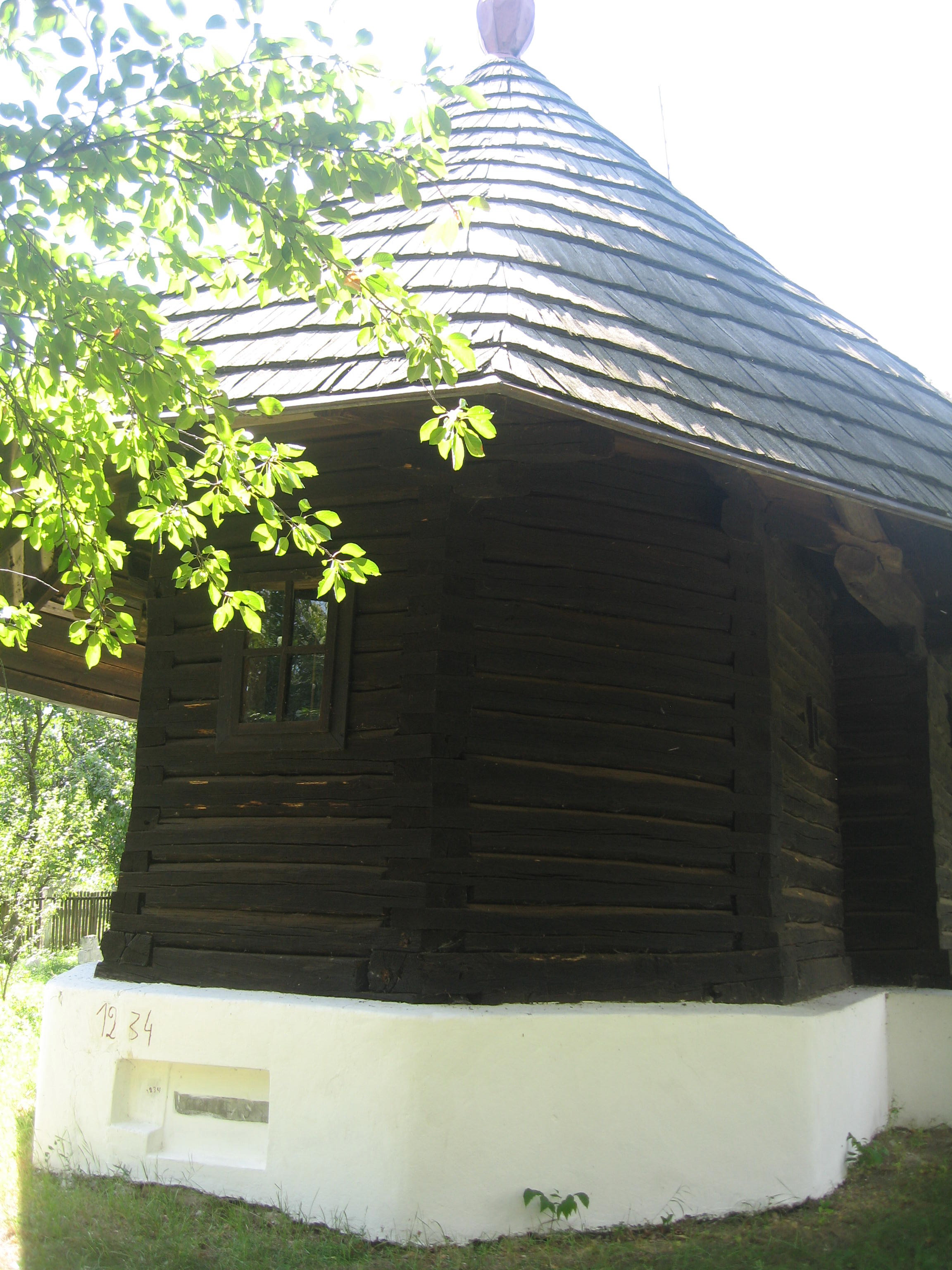
Absida altarului
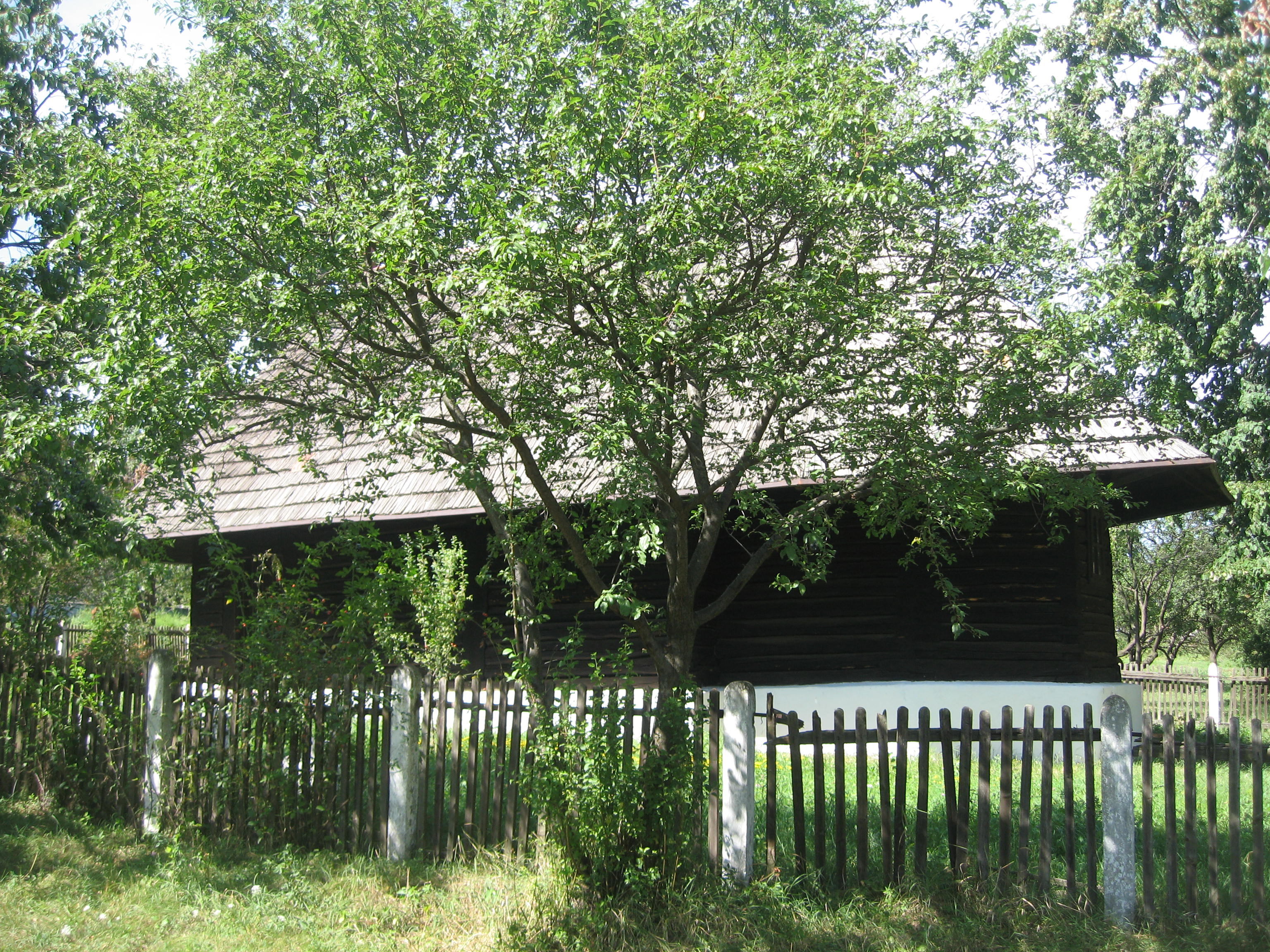
Vedere dinspre sud-est
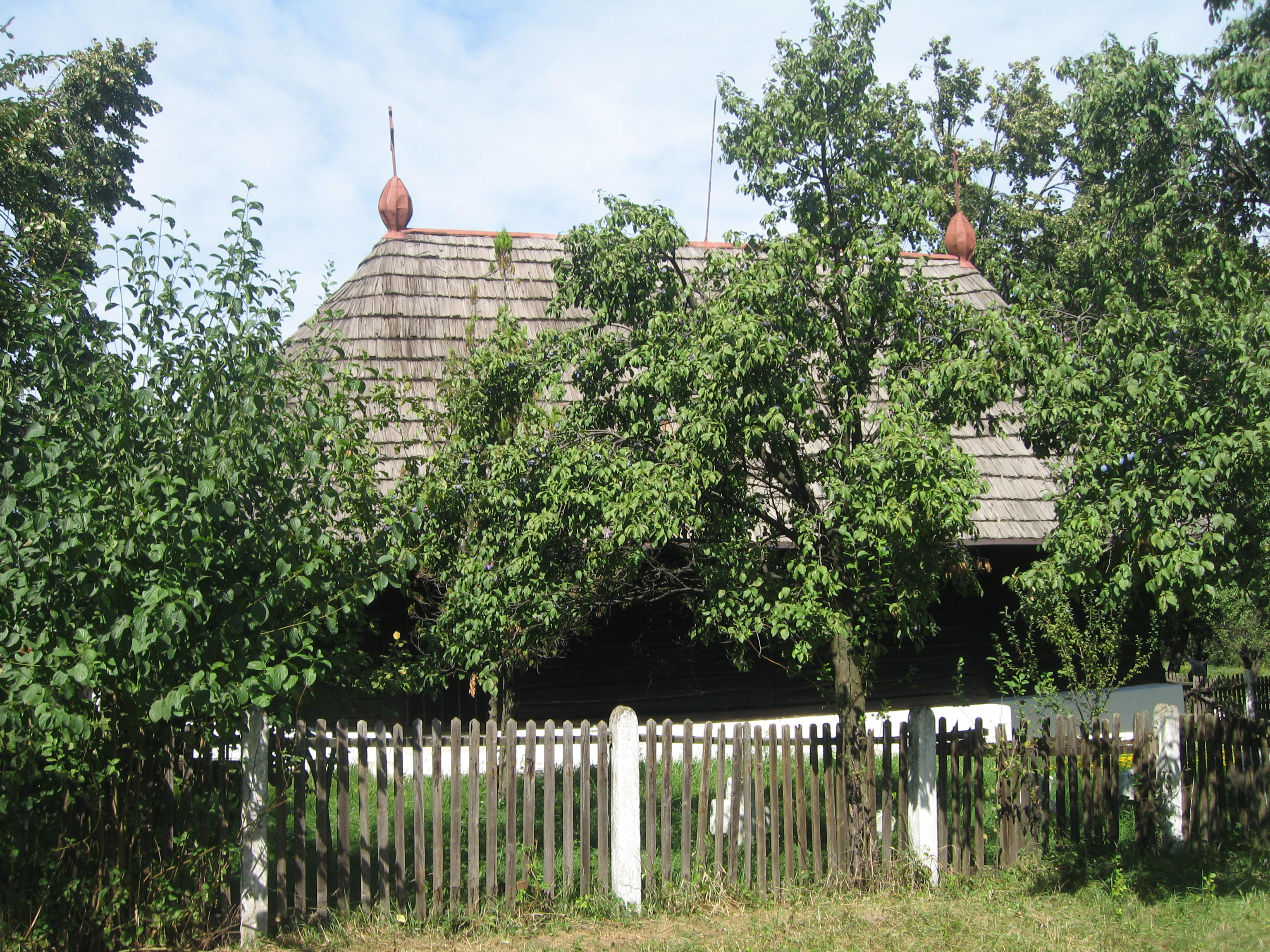
Vedere dinspre sud
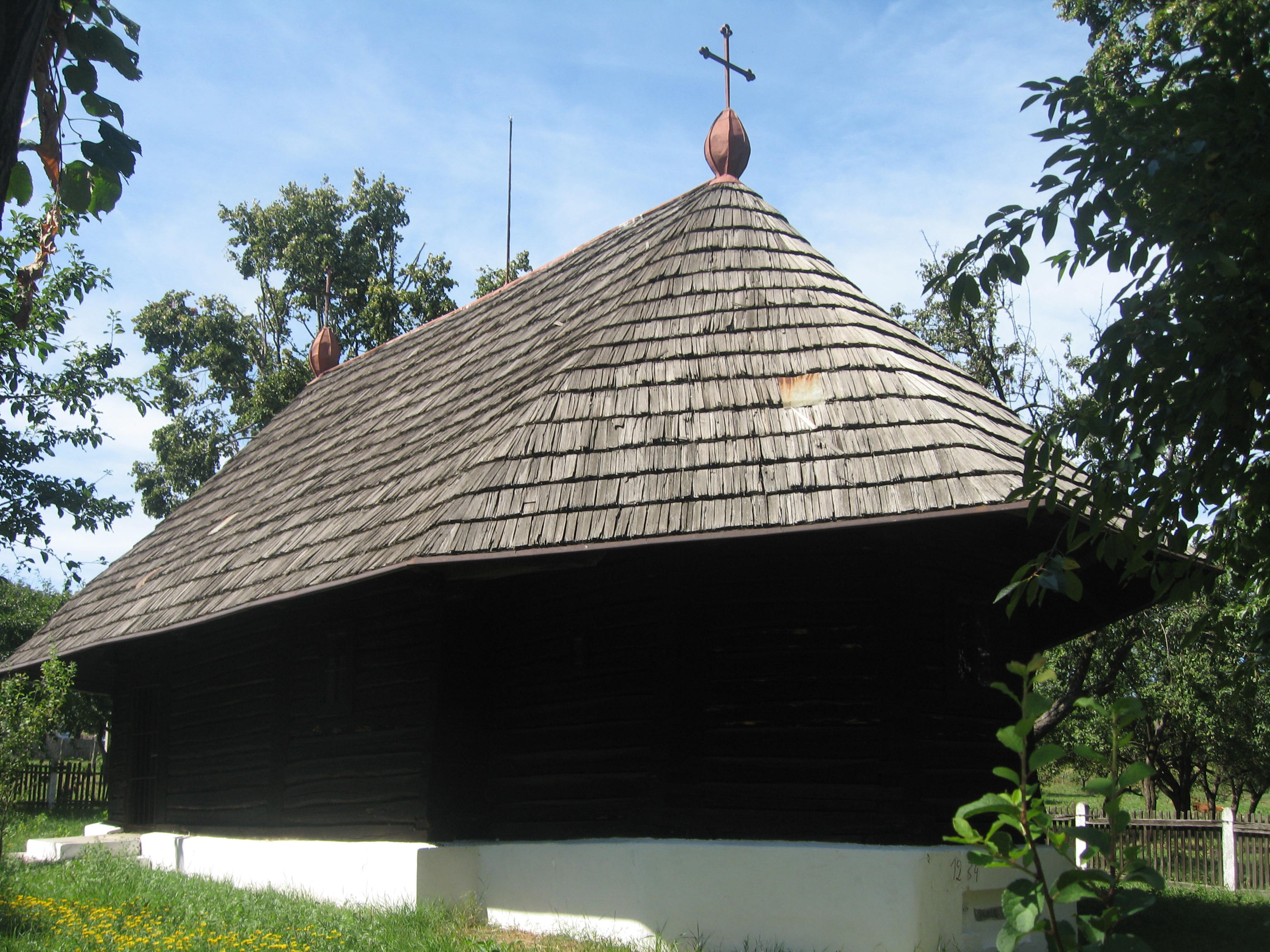
Biserica de lemn din Ionăşeni
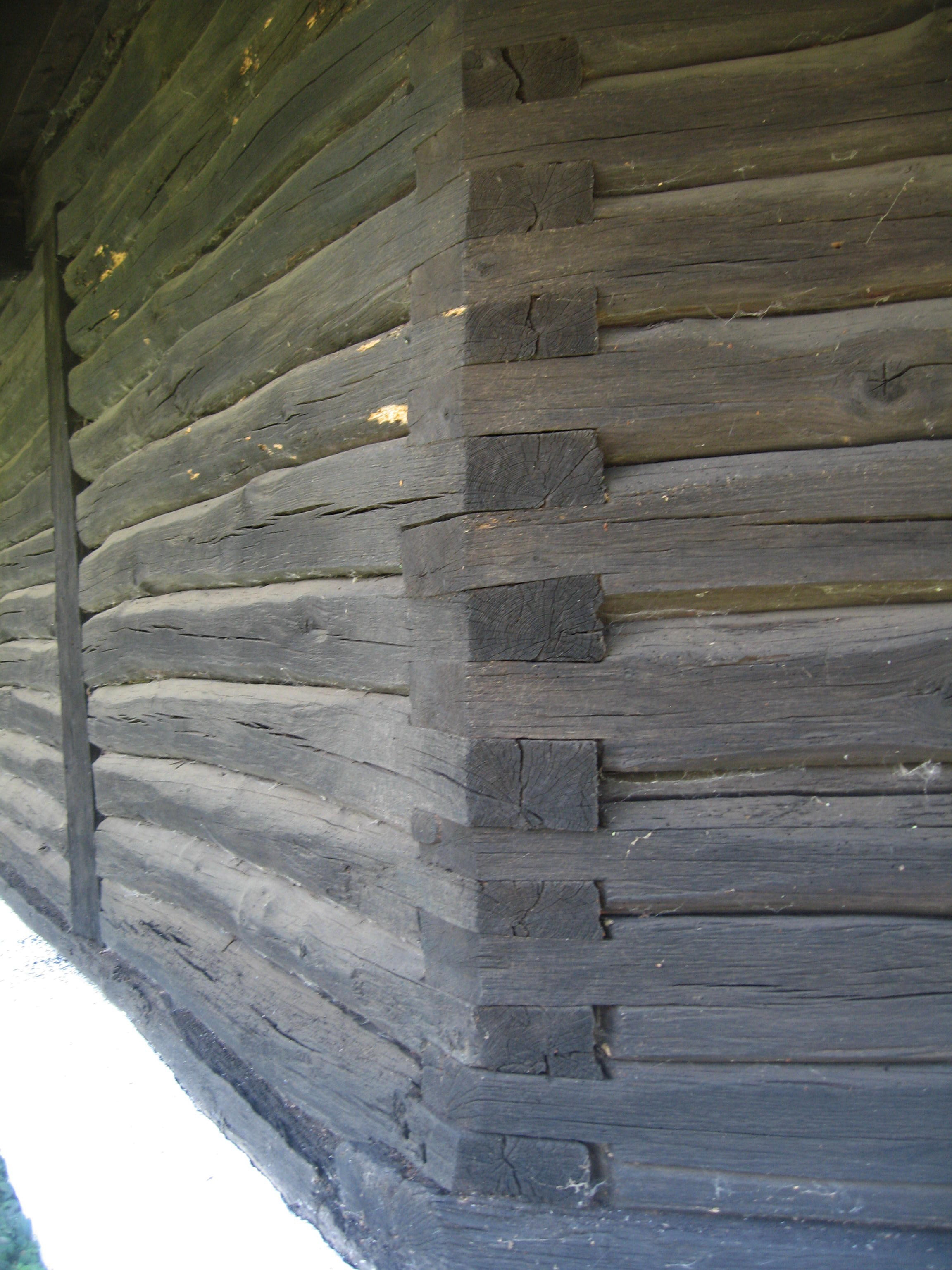
Îmbinări ale bârnelor
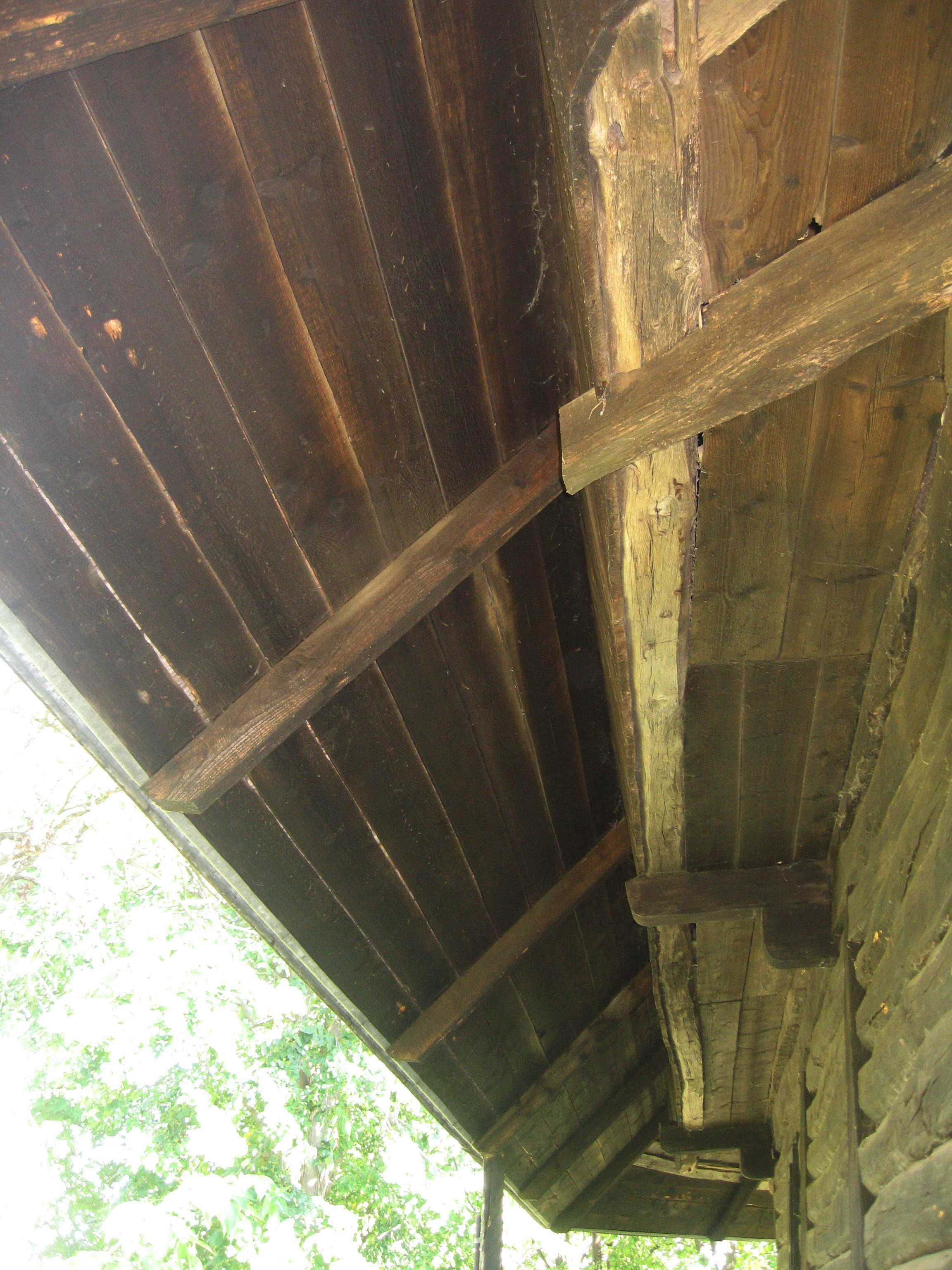
Cosoroaba
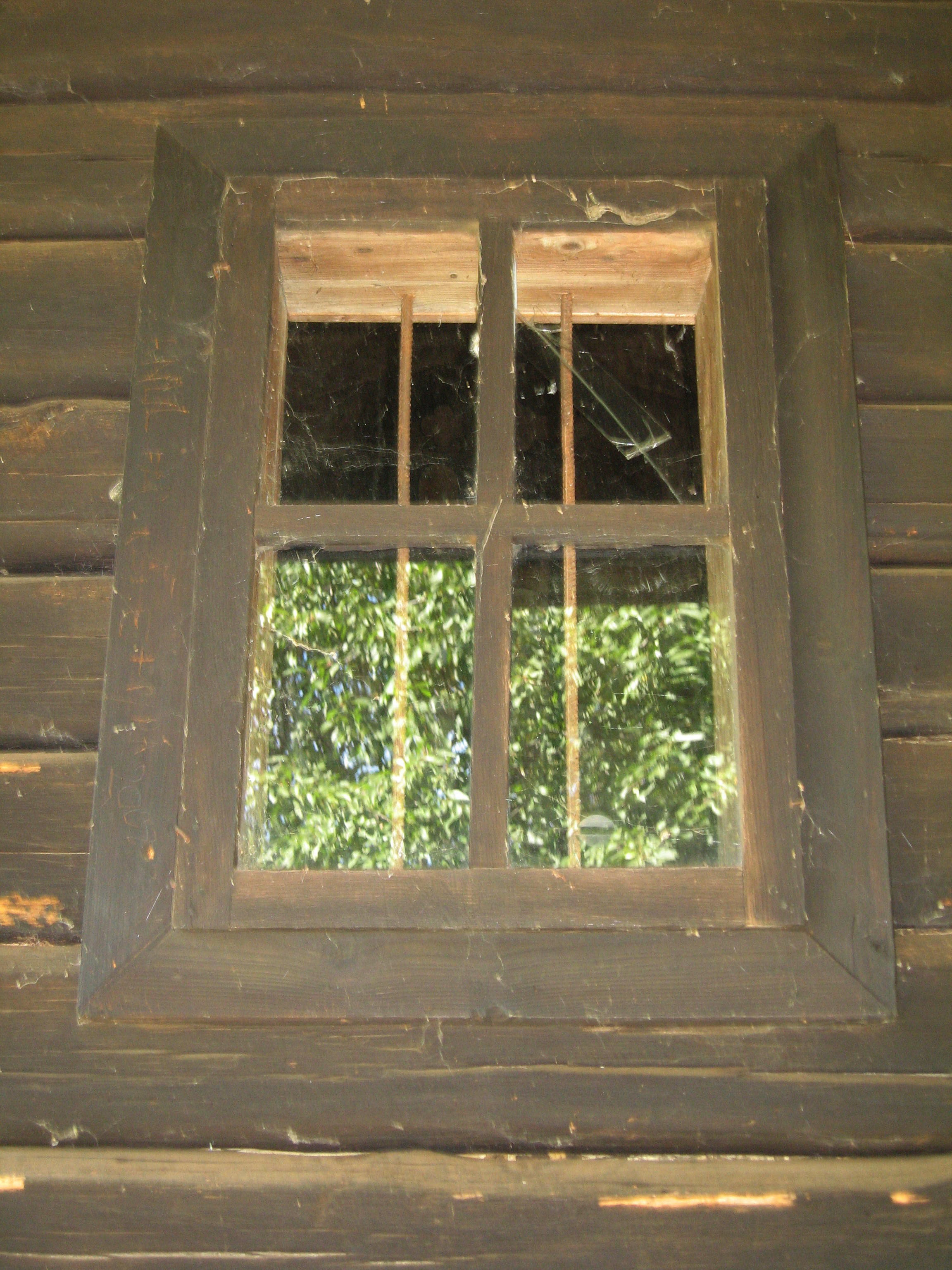
Fereastră în axa absidei altarului
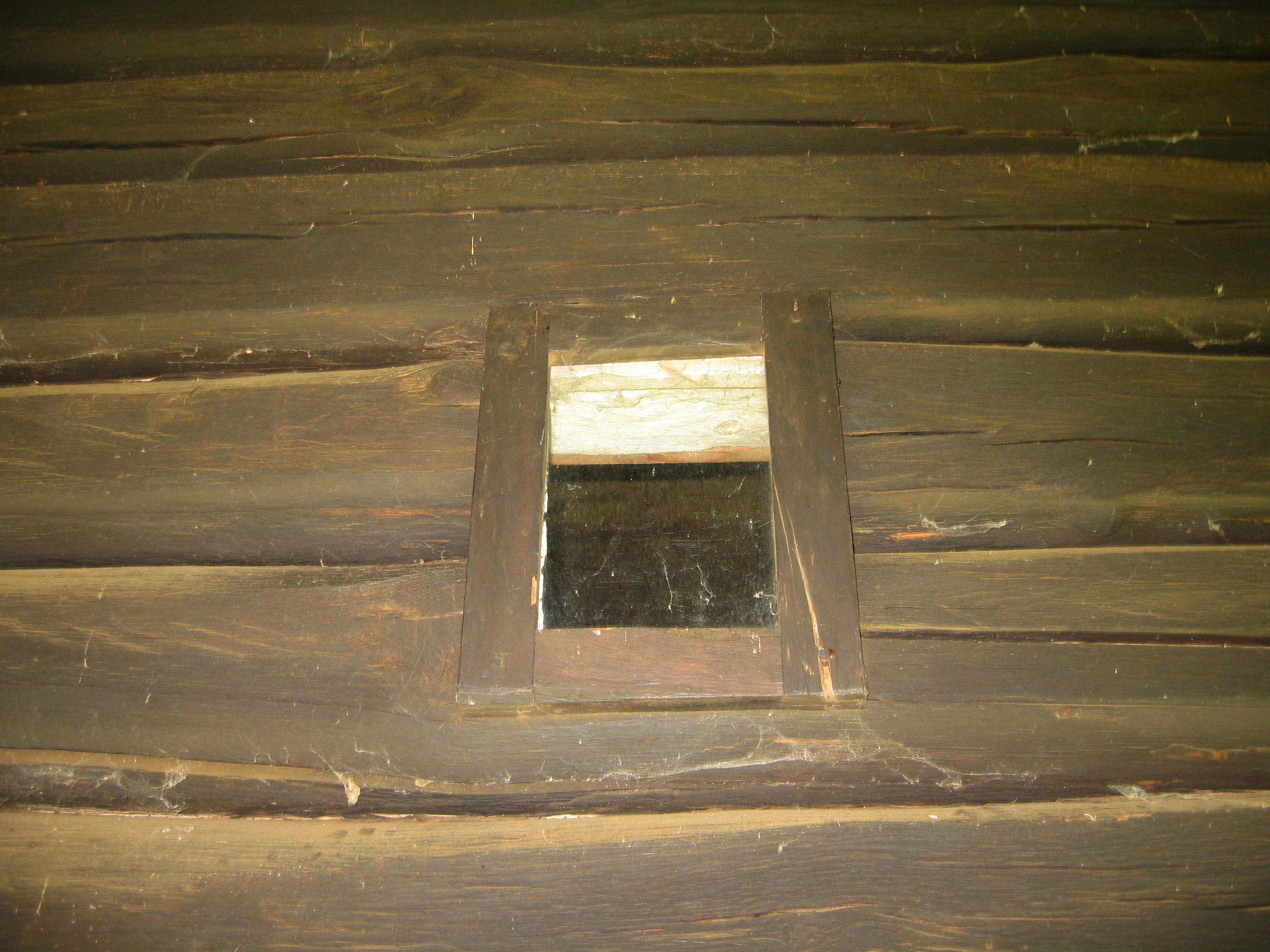
Fereastră de dimensiuni mai mici în peretele lateral al altarului